# Campeonato Europeo de Baloncesto Masculino de 1973
La edición XVIII del Campeonato Europeo de Baloncesto se celebró en España del 27 de septiembre al 6 de octubre de 1973. El torneo se disputó en dos sedes: el Palacio de los Deportes de Barcelona, que albergó la fase final y el Pabellón Ausias March de Badalona. Contó con la participación de 12 selecciones nacionales.
La medalla de oro fue para la selección de la Yugoslavia, que se impuso en la final a España por 78 a 67. La medalla de bronce fue para la Unión Soviética, selección que llegó a Barcelona después de ganar los últimos siete campeonatos pero que cayó ante la anfitriona en semifinales. 

## Sedes
| Ciudad    | Instalación              | Capacidad |
| --------- | ------------------------ | --------- |
| Badalona  | Pabellón de Ausiàs March | 5.000     |
| Barcelona | Palacio de los Deportes  | 8.000     |

## Grupos
Los doce equipos participantes fueron divididos en dos grupos de la forma siguiente:
| Grupo A         | Grupo B    |
| --------------- | ---------- |
| Israel          | Bulgaria   |
| Polonia         | Francia    |
| Rumania         | Grecia     |
| Unión Soviética | Italia     |
| Checoslovaquia  | Yugoslavia |
| Turquía         | España     |

## Primera fase

### Grupo A
| Equipo          | J | G | P | T+  | T-  | DT   | PTS |
| --------------- | - | - | - | --- | --- | ---- | --- |
| Unión Soviética | 5 | 5 | 0 | 459 | 353 | +106 | 10  |
| Checoslovaquia  | 5 | 4 | 1 | 364 | 370 | -6   | 9   |
| Turquía         | 5 | 2 | 3 | 345 | 386 | -41  | 7   |
| Israel          | 5 | 2 | 3 | 343 | 351 | -8   | 7   |
| Polonia         | 5 | 1 | 4 | 376 | 408 | -32  | 6   |
| Rumania         | 5 | 1 | 4 | 369 | 388 | -19  | 6   |

| Fecha    | Partido         | Partido | Partido         | Resultado |
| -------- | --------------- | ------- | --------------- | --------- |
| 27.09.73 | Polonia         | -       | Unión Soviética | 83-104    |
| 27.09.73 | Checoslovaquia  | -       | Israel          | 92-89     |
| 27.09.73 | Turquía         | -       | Rumania         | 69-84     |
| 28.09.73 | Checoslovaquia  | -       | Unión Soviética | 55-77     |
| 28.09.73 | Israel          | -       | Rumania         | 85-80     |
| 28.09.73 | Turquía         | -       | Polonia         | 65-64     |
| 29.09.73 | Unión Soviética | -       | Turquía         | 79-53     |
| 29.09.73 | Checoslovaquia  | -       | Rumania         | 70-61     |
| 29.09.73 | Israel          | -       | Polonia         | 98-84     |
| 01.10.73 | Checoslovaquia  | -       | Turquía         | 66-64     |
| 01.10.73 | Unión Soviética | -       | Israel          | 101-78    |
| 01.10.73 | Rumania         | -       | Polonia         | 60-66     |
| 02.10.73 | Rumania         | -       | Unión Soviética | 84-98     |
| 02.10.73 | Checoslovaquia  | -       | Polonia         | 81-79     |
| 02.10.73 | Turquía         | -       | Israel          | 94-93     |

Todos los encuentros se disputaron en Badalona.

### Grupo B
| Equipo     | J | G | P | T+  | T-  | DT  | PTS |
| ---------- | - | - | - | --- | --- | --- | --- |
| Yugoslavia | 5 | 5 | 0 | 378 | 333 | +45 | 10  |
| España     | 5 | 4 | 1 | 392 | 353 | +39 | 9   |
| Italia     | 5 | 3 | 2 | 335 | 325 | +10 | 8   |
| Bulgaria   | 5 | 2 | 3 | 367 | 372 | -5  | 7   |
| Grecia     | 5 | 1 | 4 | 335 | 377 | -42 | 6   |
| Francia    | 5 | 0 | 5 | 345 | 392 | -47 | 5   |

| Fecha    | Partido    | Partido | Partido    | Resultado |
| -------- | ---------- | ------- | ---------- | --------- |
| 27.09.73 | Bulgaria   | -       | Francia    | 89-70     |
| 27.09.73 | España     | -       | Yugoslavia | 59-65     |
| 27.09.73 | Grecia     | -       | Italia     | 54-59     |
| 28.09.73 | Grecia     | -       | Yugoslavia | 68-84     |
| 28.09.73 | España     | -       | Bulgaria   | 85-69     |
| 28.09.73 | Italia     | -       | Francia    | 71-63     |
| 29.09.73 | Grecia     | -       | Francia    | 67-62     |
| 29.09.73 | Yugoslavia | -       | Bulgaria   | 76-65     |
| 29.09.73 | Italia     | -       | España     | 66-75     |
| 01.10.73 | Grecia     | -       | Bulgaria   | 72-86     |
| 01.10.73 | Francia    | -       | España     | 80-85     |
| 01.10.73 | Yugoslavia | -       | Italia     | 73-71     |
| 02.10.73 | Bulgaria   | -       | Italia     | 58-69     |
| 02.10.73 | Grecia     | -       | España     | 74-86     |
| 02.10.73 | Francia    | -       | Yugoslavia | 70-80     |

Todos los encuentros se disputaron en Barcelona.

## Fase final

### Puestos del 1 al 4
|  | Puestos del 1 al 4 | Puestos del 1 al 4 |    |                 | Final                  | Final |  |
|  |                    |                    |    |                 |                        |       |  |
|  |                    |                    |    |                 |                        |       |  |
|  |                    |                    |    |                 |                        |       |  |
|  | Unión Soviética    | 76                 |    |                 |                        |       |  |
|  | España             | 80                 |    |                 |                        |       |  |
|  |                    |                    |    |                 |                        |       |  |
|  |                    |                    |    |                 |                        |       |  |
|  |                    |                    |    |                 | España                 | 67    |  |
|  |                    | Yugoslavia         | 78 |                 |                        |       |  |
|  |                    |                    |    |                 |                        |       |  |
|  |                    |                    |    |                 |                        |       |  |
|  |                    |                    |    |                 | Tercer y cuarto puesto |       |  |
|  |                    |                    |    |                 |                        |       |  |
|  | Yugoslavia         | 96                 |    | Unión Soviética | 90                     |       |  |
|  | Checoslovaquia     | 71                 |    |                 | Checoslovaquia         | 58    |  |

### Puestos del 5 al 8
|  | Puestos del 5 al 8 | Puestos del 5 al 8 |    |         | Puesto 5 | Puesto 5 |  |
|  |                    |                    |    |         |          |          |  |
|  |                    |                    |    |         |          |          |  |
|  |                    |                    |    |         |          |          |  |
|  | Turquía            | 67                 |    |         |          |          |  |
|  | Bulgaria           | 76                 |    |         |          |          |  |
|  |                    |                    |    |         |          |          |  |
|  |                    |                    |    |         |          |          |  |
|  |                    |                    |    |         | Bulgaria | 78       |  |
|  |                    | Italia             | 96 |         |          |          |  |
|  |                    |                    |    |         |          |          |  |
|  |                    |                    |    |         |          |          |  |
|  |                    |                    |    |         | Puesto 7 |          |  |
|  |                    |                    |    |         |          |          |  |
|  | Italia             | 94                 |    | Turquía | 104      |          |  |
|  | Israel             | 73                 |    |         | Israel   | 89       |  |

### Puestos del 9 al 12
|  | Puestos del 9 al 12 | Puestos del 9 al 12 |    |         | Puesto 9  | Puesto 9 |  |
|  |                     |                     |    |         |           |          |  |
|  |                     |                     |    |         |           |          |  |
|  |                     |                     |    |         |           |          |  |
|  | Polonia             | 62                  |    |         |           |          |  |
|  | Francia             | 67                  |    |         |           |          |  |
|  |                     |                     |    |         |           |          |  |
|  |                     |                     |    |         |           |          |  |
|  |                     |                     |    |         | Francia   | 69       |  |
|  |                     | Rumania             | 72 |         |           |          |  |
|  |                     |                     |    |         |           |          |  |
|  |                     |                     |    |         |           |          |  |
|  |                     |                     |    |         | Puesto 11 |          |  |
|  |                     |                     |    |         |           |          |  |
|  | Grecia              | 78                  |    | Polonia | 64        |          |  |
|  | Rumania             | 89                  |    |         | Grecia    | 65       |  |

### Puestos del 9º al 12º
| Fecha    | Partido | Partido | Partido | Resultado |
| -------- | ------- | ------- | ------- | --------- |
| 04.10.73 | Polonia | -       | Francia | 62-67     |
| 04.10.73 | Grecia  | -       | Rumania | 78-89     |

### Puestos del 5º al 8º
| Fecha    | Partido | Partido | Partido  | Resultado |
| -------- | ------- | ------- | -------- | --------- |
| 04.10.73 | Turquía | -       | Bulgaria | 67-76     |
| 04.10.73 | Italia  | -       | Israel   | 94-73     |

### Semifinales
| Fecha    | Partido         | Partido | Partido        | Resultado |
| -------- | --------------- | ------- | -------------- | --------- |
| 04.10.73 | Unión Soviética | -       | España         | 76-80     |
| 04.10.73 | Yugoslavia      | -       | Checoslovaquia | 96-71     |

### Undécimo puesto
| Fecha    | Partido | Partido | Partido | Resultado |
| -------- | ------- | ------- | ------- | --------- |
| 06.10.73 | Polonia | -       | Grecia  | 64-65     |

### Noveno puesto
| Fecha    | Partido | Partido | Partido | Resultado |
| -------- | ------- | ------- | ------- | --------- |
| 06.10.73 | Francia | -       | Rumania | 69-72     |

### Séptimo puesto
| Fecha    | Partido | Partido | Partido | Resultado |
| -------- | ------- | ------- | ------- | --------- |
| 05.10.73 | Turquía | -       | Israel  | 78-96     |

### Quinto puesto
| Fecha    | Partido  | Partido | Partido | Resultado |
| -------- | -------- | ------- | ------- | --------- |
| 05.10.73 | Bulgaria | -       | Italia  | 71-80     |

### Tercer puesto
| Fecha    | Partido         | Partido | Partido        | Resultado |
| -------- | --------------- | ------- | -------------- | --------- |
| 05.10.73 | Unión Soviética | -       | Checoslovaquia | 90-58     |

### Final
| Fecha    | Partido | Partido | Partido    | Resultado |
| -------- | ------- | ------- | ---------- | --------- |
| 06.10.73 | España  | -       | Yugoslavia | 67-78     |

## Medallero
|            |        |                 |
| Yugoslavia | España | Unión Soviética |

## Clasificación final
| 1. - Yugoslavia     | 2. ESPAÑA | 3. - Unión Soviética |
| 4. - Checoslovaquia |           |                      |
| 5. - Italia         |           |                      |
| 6. - Bulgaria       |           |                      |
| 7. - Israel         |           |                      |
| 8. - Turquía        |           |                      |
| 9. - Rumania        |           |                      |
| 10. - Francia       |           |                      |
| 11. - Grecia        |           |                      |
| 12. - Polonia       |           |                      |

## Trofeos individuales

### Mejor jugadorMVP
- Wayne Brabender

## Plantilla de los 4 primeros clasificados
1.Yugoslavia: Krešimir Ćosić, Dražen Dalipagić, Dragan Kićanović, Zoran Slavnić, Nikola Plećaš, Zeljko Jerkov, Vinko Jelovac, Damir Solman, Rato Tvrdić, Milun Marović, Zarko Knezevic, Dragan Ivković (Entrenador: Mirko Novosel)
2.España: Clifford Luyk, Wayne Brabender, Francisco "Nino" Buscato, Vicente Ramos, Rafael Rullán, Manuel Flores, Luis Miguel Santillana, Carmelo Cabrera, Gonzalo Sagi-Vela, José Luis Sagi-Vela, Miguel Ángel Estrada, Enrique Margall (Entrenador: Antonio Díaz-Miguel)
3.Unión Soviética: Serguéi Belov, Modestas Paulauskas, Anatoly Myshkin, Ivan Edeshko, Zurab Sakandelidze, Sergei Kovalenko, Valeri Miloserdov, Evgeni Kovalenko, Aleksander Boloshev, Jurij Pavlov, Jaak Salumets, Nikolai Djachenko (Entrenador: Vladimir Kondrašin)
4.Checoslovaquia: Jiri Zidek Sr., Kamil Brabenec, Zdenek Kos, Jiri Zednicek, Jan Bobrovsky, Jiri Pospisil, Petr Novicky, Jan Blazek, Josef Klima, Vojtech Petr, Jiri Balastik, Gustav Hraska (Entrenador: Vladimir Heger)